# La Palma del Condado
La Palma del Condado är en ort i Spanien.   Den ligger i provinsen Provincia de Huelva och regionen Andalusien, i den sydvästra delen av landet, 400 km sydväst om huvudstaden Madrid. La Palma del Condado ligger 99 meter över havet och antalet invånare är 10 404.
Terrängen runt La Palma del Condado är platt. Runt La Palma del Condado är det ganska tätbefolkat, med 214 invånare per kvadratkilometer. Närmaste större samhälle är Almonte, 13,8 km söder om La Palma del Condado. Trakten runt La Palma del Condado består till största delen av jordbruksmark.